# Notopora auyantepuiensis
Notopora auyantepuiensis är en ljungväxtart som beskrevs av Julian Alfred Steyermark. Notopora auyantepuiensis ingår i släktet Notopora och familjen ljungväxter. Inga underarter finns listade i Catalogue of Life.